# Comuna Capu Câmpului, Suceava
Capu Câmpului este o comună în județul Suceava, Bucovina, România, formată numai din satul de reședință cu același nume.

## Descrierea stemei
Stema comunei Capu Câmpului, potrivit anexei nr. 1.1, se compune dintr-un scut triunghiular cu marginile rotunjite, scartelat. În cartierele I și IV, pe fond verde, se află câte o seceră de argint, orientată spre dreapta, cu mânerul în jos. În cartierele II și III, pe fond argintiu, se află câte doi brazi, de culoare verde. Scutul este trimbrat de o coroană murală de argint cu un turn crenelat.
Semnificațiile elementelor însumate
Secera semnifică ocupația locuitorilor - munca câmpului. Brazii reprezintă bogăția silvică a zonei.
Coroana murală cu un turn crenelat semnifică faptul că localitatea are rangul de comună.

## Demografie
Componența etnică a comunei Capu Câmpului
     Români (84,45%)
     Romi (10,68%)
     Alte etnii (0%)
     Necunoscută (4,88%)
Componența confesională a comunei Capu Câmpului
     Ortodocși (93,45%)
     Alte religii (1,32%)
     Necunoscută (5,23%)
Conform recensământului efectuat în 2021, populația comunei Capu Câmpului se ridică la 2.276 de locuitori, în creștere față de recensământul anterior din 2011, când fuseseră înregistrați 2.214 locuitori. Majoritatea locuitorilor sunt români (84,45%), cu o minoritate de romi (10,68%), iar pentru 4,88% nu se cunoaște apartenența etnică. Din punct de vedere confesional, majoritatea locuitorilor sunt ortodocși (93,45%), iar pentru 5,23% nu se cunoaște apartenența confesională.

## Politică și administrație
Comuna Capu Câmpului este administrată de un primar și un consiliu local compus din 11 consilieri. Primarul, Marcela Elena Bîrsan[*], de la Partidul Național Liberal, este în funcție din 2016. Începând cu alegerile locale din 2024, consiliul local are următoarea componență pe partide politice:
|  | Partid                    | Consilieri | Componența Consiliului | Componența Consiliului | Componența Consiliului | Componența Consiliului | Componența Consiliului | Componența Consiliului | Componența Consiliului | Componența Consiliului | Componența Consiliului | Componența Consiliului |
|  | ------------------------- | ---------- | ---------------------- | ---------------------- | ---------------------- | ---------------------- | ---------------------- | ---------------------- | ---------------------- | ---------------------- | ---------------------- | ---------------------- |
|  | Partidul Național Liberal | 10         |                        |                        |                        |                        |                        |                        |                        |                        |                        |                        |
|  | Partidul Social Democrat  | 1          |                        |                        |                        |                        |                        |                        |                        |                        |                        |                        |

## Recensământul din 1930
Componența etnică a comunei Capu Câmpului
     Români (97,3%)
     Germani (1,3%)
     Evrei (1,4%)
Componența confesională a comunei Capu Câmpului
     Ortodocși (97,4%)
     Greco-catolici (0,1%)
     Romano-catolici (1,1%)
     Mozaici (1,4%)
Conform recensământului efectuat în 1930, populația comunei Capu Câmpului se ridica la 1.688 locuitori. Majoritatea locuitorilor erau români (97,3%), cu o minoritate de germani (1,3%) și una de evrei (1,4%). Din punct de vedere confesional, majoritatea locuitorilor erau ortodocși (97,4%), dar existau și minorități de greco-catolici (0,1%), romano-catolici (1,1%) și mozaici (1,4%).